# Talássio (procônsul)
Talássio (em latim: Thalassius) foi um oficial romano do século IV, ativo  sob os imperadores Graciano (r. 367–383) e Valentiniano II (r. 375–392). Era filho de Severo Censor Juliano com sua esposa Pompônia Úrbica e segundo esposo da filha de nome incerto de Ausônio, casada pela primeira vez com Valério Latino Eurômio.
Possivelmente pode ser identificado com o pai de nome desconhecido de Paulino de Pela. Em 375/376, foi vigário da Macedônia e em 377, procônsul da África, ofício que manteve por 18 meses antes de retornar à Burdígala, onde estava seu sogro, via Roma.